# Сант-Андреа-д’Орчино
Сант-Андреа-д’Орчино (фр. Sant'Andréa-d'Orcino, корс. Sant' Andrea d'Urcinu) — коммуна во Франции, находится в регионе Корсика. Департамент коммуны — Южная Корсика. Входит в состав кантона Севи-Сорру-Чинарка. Округ коммуны — Аяччо.
Код INSEE коммуны — 2A295.

## Население
Население коммуны на 2008 год составляло 74 человека.
| 1962 | 1968 | 1975 | 1982 | 1990 | 1999 | 2006 |
| ---- | ---- | ---- | ---- | ---- | ---- | ---- |
| 128  | 103  | 86   | 76   | 69   | 71   | 74   |

## Экономика
В 2007 году среди 53 человек в трудоспособном возрасте (15—64 лет) 39 были экономически активными, 14 — неактивными (показатель активности — 73,6 %, в 1999 году было 60,0 %). Из 39 активных работали 35 человек (20 мужчин и 15 женщин), безработных было 4 (1 мужчина и 3 женщины). Среди 14 неактивных 6 человек были учениками или студентами, 5 — пенсионерами, 3 были неактивными по другим причинам.